# Uttagningen
Uttagningen är en svensk kortfilm från 2005. Filmen ingår i Novellfilm i Väst 2004 och har visats på SVT.

## Handling
Filmen är ett drama som handlar om 17-åriga Sanna. Hon spelar elithandboll och ställer höga krav på sig själv. Hennes pappa drömmer om att hans dotter ska bli något stort i framtiden.

## Medverkande
- Lovisa Westerblom -      Sanna
- Niclas Larsson -      Pontus
- Thomas Hedengran  -              Sannas pappa
- Kjell Wilhelmsen   -             tränaren
- Elmira Arikan   -                Leila
- Okan Cetrez     -                Boris
- Anna Lundholm     -              sköterska
- Susanne Malm      -              sköterska
- Linn Sundqwist      -               arg handbollsspelare
- Viktoria Holmqvist  -            Kajsa

## Musik
I filmen användes två låtar: "By the Grace of God", skriven av Nicke Andersson och Kenny Håkansson och framförd av The Hellacopters samt "Kilotin", skriven av Kristofer Åström och Pelle Gunnerfeldt och framförd av Fireside.

### Fotnoter
1. 1 2  ”Uttagningen”. Svensk Filmdatabas. http://www.sfi.se/sv/svensk-filmdatabas/Item/?itemid=59030&type=MOVIE&iv=Basic. Läst 20 maj 2012.
2. ↑  ”Uttagningen - musikstycken”. Svensk Filmdatabas. Arkiverad från originalet den 4 februari 2014. https://web.archive.org/web/20140204055505/http://www.sfi.se/sv/svensk-filmdatabas/Item/?itemid=59030&type=MOVIE&iv=Music. Läst 20 maj 2012.